# 盧森堡軍事
盧森堡大公國軍，即對盧森堡所擁有的武裝部隊的統稱，盧森堡軍人分為兩大軍種，包括盧森堡陸軍和盧森堡空軍，由於盧森堡是一個內陸國家，盧森堡不擁有海軍。2011年，盧森堡軍費為$301,000,000，佔盧森堡國內生產總值0.6%，人均為809美元。
军队由文职人员控制，由大公担任总司令。现任国防部长弗朗索瓦·鲍什(François Bausch)负责监督军队的行动。军队的专业首长是国防部长，他对部长负责，并拥有将军的军衔。卢森堡参加了欧洲军团，向联保部队和执行部队在前南斯拉夫的任务派遣了部队，并在目前北约驻波斯尼亚-黑塞哥维那特派团中派遣了一个小型特遣队。卢森堡部队曾部署到阿富汗，以支援国际安全援助部队。军队还参加了人道主义救济任务，例如为库尔德人设立难民营和向阿尔巴尼亚提供紧急物资。

## 历史

### 民兵时期(1817 - 1841)
1817年1月8日，卢森堡大公威廉一世颁布了一项管理民兵组织的宪法，其中的主要条款一直有效，直到1881年民兵组织被废除为止。法律规定民兵人数为3000人。直到1840年，卢森堡的民兵还在荷兰皇家军队服役。士兵服役五年:第一年是现役，但在随后的四年里，他们每年只被调动三次

### 联邦特遣部队时期(1841 - 1867)
1839年，威廉一世成为《伦敦条约》(Treaty of London)的缔约国。根据该条约，大公国将其西部法语领土割让给了比利时的卢森堡省。由于该国人口减少了一半，居民减少了16万，民兵力量减少了一半。根据条约,卢森堡和林堡的新成立的公国,德国联盟的成员,在一起需要提供一个联邦组成的队伍驻守在小镇,。1846年，骑兵和炮兵部队解散，卢森堡分遣队与林堡分遣队分离。卢森堡特遣队现在由两个轻步兵营组成，一个在埃希特纳赫，另一个在迪基希。1866年，奥普战争导致德意志联邦解体。
1867年的《伦敦条约》宣布卢森堡为永久中立国家，按照条约，卢森堡的堡垒在接下来的几年里被拆毁。
1867年，普鲁士驻军离开了这个要塞，同年9月卢森堡轻装步兵的两个营进入了卢森堡城。卢森堡于1867年成立了一个新的军事组织，由两个营组成，总兵力为1568名官兵。1868年，特遣队由四连一个轻步兵营组成，人数500人。1881年2月16日，轻步兵营随着民兵制度的废除而解散。

### 宪兵和志愿队时期
1881年2月16日，宪兵和志愿军组织成立。它由两个连、一个宪兵连和一个志愿人员连组成。1939年，建立了一支辅助志愿者队伍，隶属于志愿者连队。1940年5月德国占领卢森堡后，为该连队招募志愿兵的工作一直持续到1940年12月4日，他们被移到德国魏玛接受德国警察的训练。

### 卢森堡参战
1944年，在第二次世界大战期间，卢森堡政府在伦敦流亡期间，与比利时步兵第一旅(俗称Piron旅)的炮兵部队达成协议，由70名卢森堡志愿兵组成的一个小组被派往该部队，让·巴蒂特·拜伦是该部队的团长。这支部队被命名为卢森堡炮兵连。最初，它是由两名比利时军官建立和训练的。后来，从1944年8月起，卢森堡军官也加入了他们的行列，他们在英国接受过训练。几名卢森堡士兵和该国一半的士兵曾在北非参加过法国外籍军团(French Foreign Legion)的战斗。其余的都是从卢森堡逃出来的人，以及逃到英国来躲避强行征兵的年轻人。卢森堡部队于1944年8月6日登陆诺曼底，几乎与荷兰公主艾琳旅和勒克莱尔将军指挥的法国第二师同时登陆，此时距诺曼底登陆日已经过去了两个月。卢森堡炮兵连配备了四门QF 25磅榴弹炮，以夏洛特公爵夫人的四个女儿命名:伊丽莎白公主、玛丽·阿德莱德、玛丽·加布里埃尔和阿利克斯。

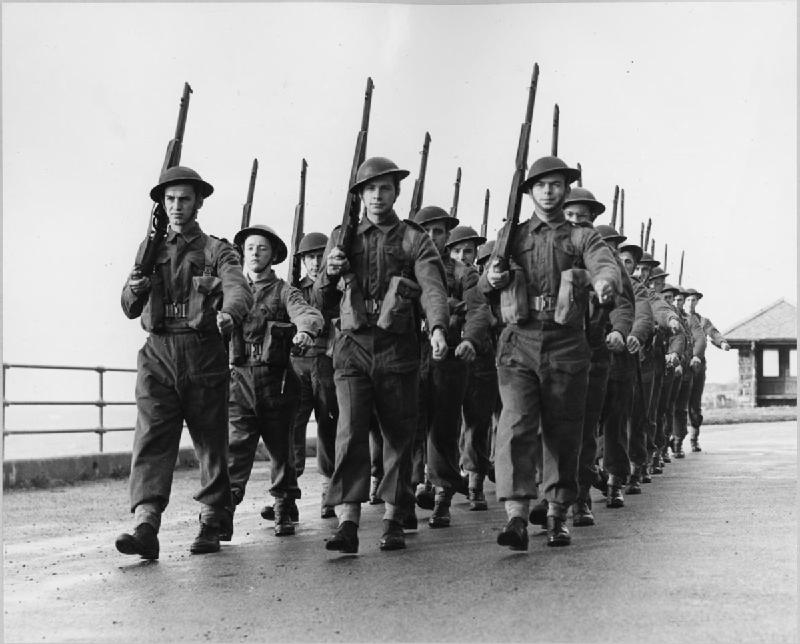
1943年卢森堡军队在英国海滨城市训练.

### 解放后的卢森堡军队
1944年，实行义务兵役制度。1945年，在卢森堡市圣埃斯普里特兵营驻扎的先锋派大公爵兵团(大公爵卫队)和第1、2步兵营相继成立，一个在瓦尔弗丹格，另一个在杜德朗热。卢森堡陆军负责德国境内法国占领区的一部分，占领比堡区一部分的第2营和萨尔堡区第1营的一支分遣队。第二营一直驻扎在比斯堡直到1955年。卢森堡于1948年3月签署了《布鲁塞尔条约》，1949年签署了《北大西洋公约》。
事实证明，战后组建一支军队比预想的要困难得多。在一定程度上，当局可以依靠从德国逃出来的义务兵和卢森堡人加入盟军；然而，他们必须找到训练军官的方法。最初，英国军事顾问来到卢森堡，在那里由英国军官和士官长进行训练。但从长远来看，军官培训必须在国外的军事学校进行。比利时和法国都有兴趣提供帮助和解决办法。最后，政府选择了一个折衷的解决方案，将一些军官学员送到法国圣西尔军事学院(Ecole speciale militaire de Saint-Cyr)，另一些送到比利时皇家军事学院(Royal Military Academy)。这最终导致卢森堡军官团内部由于训练和晋升方面的差异而出现分裂。
1951年，大公爵卫队搬迁到瓦尔弗丹格，并与皇家骑士团合并。警卫有专门的侦察、无线电侦察和防空部队。从1955年起，它被组织成一个总部连、一个驻军排、一个侦察连和两个训练连。1959年，指挥团解散，大公卫队并入领土指挥。这支部队只剩下一个连、一所下士训练学校和一个武器排。1960年，大公爵卫队重新组织成四个排，暂时分为干预和增援分队。1964年，大公爵卫队被组织成一个总部，三个排，一个增援排和士官学校。1966年2月28日，大公爵卫队正式解散。

### 朝鲜战争

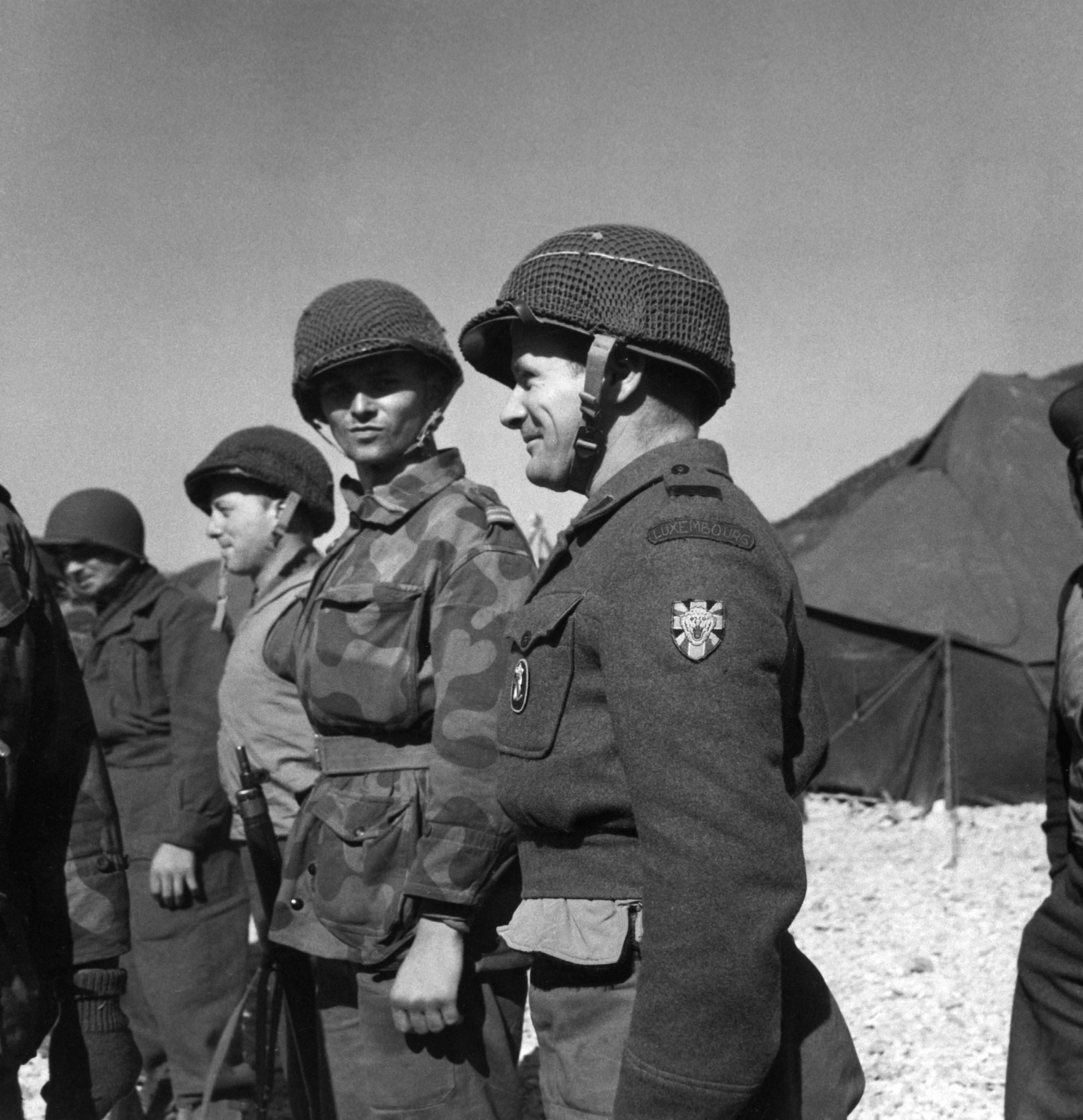
參加韓戰的盧森堡士兵，1953年

1950年，包括卢森堡在内的17个国家决定派遣武装部队协助大韩民国。卢森堡特遣队并入比利时联合国军司令部或朝鲜志愿军。1951年，卢森堡营抵达朝鲜，隶属于美国第三步兵师。两名卢森堡士兵在战争中丧生，17人受伤。比利时-卢森堡营于1955年解散。

### 最近的国际行动
卢森堡自1994年以来参加了欧洲军团，向联保部队和执行部队在前南斯拉夫的任务派遣了部队，并在目前北约驻波斯尼亚-黑塞哥维那特派团中派遣了一个小型特遣队。卢森堡陆军并入比利时指挥下的多国白鲸部队。卢森堡部队曾部署到阿富汗，以支持国际安全援助部队。卢森堡在1991年卢旺达的波斯湾战争期间和最近在阿尔巴尼亚的战争期间资助了国际维持和平特派团。军队还参加了人道主义救济任务，例如为库尔德人设立难民营和向阿尔巴尼亚提供紧急物资。